# Droga wojewódzka 390
Die Droga wojewódzka 390 (DW 390) ist eine 28 Kilometer lange Droga wojewódzka (Woiwodschaftsstraße) in der polnischen Woiwodschaft Niederschlesien, die Kamieniec Ząbkowicki mit Lądek-Zdrój verbindet. Die Strecke liegt im Powiat Ząbkowicki und im Powiat Kłodzki.

## Streckenverlauf
Woiwodschaft Niederschlesien, Powiat Ząbkowicki
-  Kamieniec Ząbkowicki (Kamenz) (DW 382)
- Sosnowa (Wolmsdorf)
- Płonica (Dörndorf)
-  Złoty Stok (Reichenstein in Schlesien) (DK 46)

Woiwodschaft Niederschlesien, Powiat Kłodzki
-  Lądek-Zdrój (Bad Landeck) (DW 392)